# Sekretinska receptorska familija
Sekretinska receptorska familija je familija evolucijski srodnih proteina.
Ova familija je poznata kao Familija B, sekretinska receptorska familija, ili familija 2 G protein spregnutih receptora (GPCR). Mnogi sekretinski receptori su regulisani peptidnim hormonima iz glukagonske hormonske familije.
Sekretinska receptorska familija GPCR receptora obuhvata vazoaktivne intestinalne peptidne receptore i receptore za sekretin, kalcitonin i paratiroidni hormon/paratiroidni hormon-srodne peptide. Ti receptori aktiviraju adenilil ciklazu i fosfatidil-inozitol-kalcijum put. Receptori ove familije imaju 7 transmembranskih heliksa, poput rodopsinu-sličnih GPCR receptora. Međutim, nema značajne sličnosti sekvenci između te dve GPCR familije, i familija sekretin-receptora ima svoj karakteristični 7TM potpis.
Sekretinska receptorska familija GPCR receptora postoji kod mnogih životinjskih vrsta. Oni nisu nađeni kod biljki, gljivica ili prokariota. Postoje tri distinktne potfamilije (B1-B3).

## Literatura
1. ↑  : 1BL1; Pellegrini M, Bisello A, Rosenblatt M, Chorev M, Mierke DF (1998). „Binding domain of human parathyroid hormone receptor: from conformation to function”. Biochemistry. 37 (37): 12737—43. PMID 9737850. doi:10.1021/bi981265h.
2. ↑  Harmar AJ (2001). „Family-B G-protein-coupled receptors”. Genome Biol. 2 (12): REVIEWS3013. PMC 138994 . PMID 11790261. doi:10.1186/gb-2001-2-12-reviews3013.